# Владичански двор у Новом Саду
Владичански двор се налази на самом крају Змај Јовине улице у Новом Саду. Двор представља једно од највреднијих архитектонских дела у Новом Саду.
Први епископски двор у Новом Саду саградио је владика Висарион Павловић 1741. године у непосредној близини тек изграђене Саборне цркве. Главна фасада била је окренута ка једном забареном рукавцу Дунава, у правцу данашње Рибље пијаце. О великом «смраду и дреки» многобројних жаба и недостатку чистог ваздуха и Сунца, као о великом проблему господе бачких епископа, писао је касније, крајем 19. века, у својим сећањима, хроничар вароши Михајло Полит-Десанчић. Утисак је да управо због наведених проблема и није било неког већег жаљења када је двор срушен у бомбардовању јуна 1849. године.
Питање градње новог двора покренуто је одмах 1849. године. Пројекат је израдио чувени архитекта Владимир Николић 1899. године, али га није потписао, што уместо њега чини Ференц Рајхл. Ово је урађено због прашине која се дигла око тога што је наводно патријарх Георгије Бранковић протежирао своје кумче Николића. Да би се прашина слегла, Николић је уступио свој план Рајхлу. Сам је то врло једноставно прокоментарисао: «Направио сам план, Рајхл је потписао, двор се гради и мирна Бачка».
Њен необичан изглед настао је као последица утицаја правила која су била успостављена у бечком клубу професора Теофила Ханзена чији је Николић био члан. Тако је фасада поред симбиозе византијских и источњачких архитектонских и декоративних елемената, попримила и елемента српских средњовековних манастира (бифоре и трифоре). 
Велика резиденција бачког епископа завршена је 1901. године приликом чега је владика Митрофан Шевић уприличио пригодну свечаност. Као гости, поред многих уважених личности, били су и патријарх српски, његово првосвештенство господин Георгије Бранковић, затим Павле Петер као представник аустроугарских власти и Иларион Руварац, велики српски књижевник, духовник и историчар.
Данас фасада Владичанског двора привлачи погледе пролазника. Бифоре на прозорима подсећају на оне чувене студеничке, а романтични дух фасаде употпуњује амбијент старог градског језгра. Данас се у овом здању налази седиште епископа бачког господина Иринеја Буловића, једног од најшколованијих свештеника Српске православне цркве и професора на Богословском факултету у Београду. 
Испред двора, на месту некадашњег крста од ружичастог мермера (премештен у порту Саборне цркве) налази се споменик Јовану Јовановићу Змају постављен 1984. године. Песник је представљен у природној величини у тренутку своје шетње коју је за живота обављао свакодневно истим сокаком. 
Око споменика организује централна прослава Змајевих дечјих игара.

## Галерија
- Владичански двор
- Споменик Јована Јовановића Змаја, испред Владичанског двора
- Владичански двор
- Владичански двор
- Владичански двор
- Владичански двор
- Владичански двор
- Владичански двор
- Владичански двор
- Владичански двор
- Владичански двор
- Владичански двор
- Владичански двор
- Владичански двор
- Владичански двор